# Lijst van rijksmonumenten in Utrecht (stad)/Zuilenstraat
De stad Utrecht telt in totaal 1.402 inschrijvingen in het rijksmonumentenregister. De Zuilenstraat in het centrum telt 11 rijksmonumenten. Hieronder een overzicht.
| Object | Oorspronkelijke functie? | Bouwjaar             | Architect | Locatie          | Coördinaten?                | Nr.?   | Afbeelding        |
| --- | ------------------------ | -------------------- | --------- | ---------------- | --------------------------- | ------ | ----------------- |
| Herenhuis in neoclassicistische stijl                                                                         | Woonhuis                 | 1860                 |           | Zuilenstraat 5   | 52° 5' 13" NB, 5° 7' 28" OL | 514236 | Meer afbeeldingen |
| Herenhuis, gevel met rechte gemetselde kroonlijst, bogen met natuurstenen blokken boven de vensters, zadeldak | Woonhuis                 | 17e eeuw             |           | Zuilenstraat 9   | 52° 5' 13" NB, 5° 7' 29" OL | 18404  | Meer afbeeldingen |
| Pand thans bestaande uit drie bouwlagen en kap loodrecht op de straat en een kelder                           | Woonhuis                 | 17e eeuw (oorsprong) |           | Zuilenstraat 10  | 52° 5' 14" NB, 5° 7' 29" OL | 450552 | Meer afbeeldingen |
| Herenhuis, gevel met rechte gemetselde kroonlijst, bogen met natuurstenen blokken boven de vensters, zadeldak | Woonhuis                 | 17e eeuw             |           | Zuilenstraat 11  | 52° 5' 13" NB, 5° 7' 30" OL | 18405  | Meer afbeeldingen |
| Herenhuis, gevel met rechte gemetselde kroonlijst, bogen met natuurstenen blokken boven de vensters, zadeldak | Woonhuis                 | 17e eeuw             |           | Zuilenstraat 13  | 52° 5' 13" NB, 5° 7' 30" OL | 18406  | Meer afbeeldingen |
| Herenhuis. Gevel met rechte kroonlijst, zadeldak eindigend in topgevels                                       | Woonhuis                 |                      |           | Zuilenstraat 15  | 52° 5' 13" NB, 5° 7' 31" OL | 18407  | Meer afbeeldingen |
| Gepleisterde gevel met rechte getande kroonlijst, waarachter een ouder huis met zadeldak                      | Woonhuis                 | 19e eeuw             |           | Zuilenstraat 17  | 52° 5' 14" NB, 5° 7' 31" OL | 18408  | Meer afbeeldingen |
| Huis met rechte kroonlijst, bogen met natuurstenen blokken boven de vensters                                  | Woonhuis                 | 17e eeuw             |           | Zuilenstraat 23  | 52° 5' 14" NB, 5° 7' 32" OL | 18409  | Meer afbeeldingen |
| Huis met rechte kroonlijst, gepleisterd, met 2 louis                                                          | Woonhuis                 | 17e eeuw             |           | Zuilenstraat 25A | 52° 5' 14" NB, 5° 7' 32" OL | 18410  | Meer afbeeldingen |
| Pand, gevel met rechte gemetselde kroonlijst, bogen met natuurstenen blokken boven de vensters                | Woonhuis                 | 17e eeuw en later    |           | Zuilenstraat 50  | 52° 5' 14" NB, 5° 7' 30" OL | 18411  | Meer afbeeldingen |
| Pand, gevel met rechte gemetselde kroonlijst, hoog zadeldak tussen topgevels                                  | Woonhuis                 | 17e eeuw             |           | Zuilenstraat 58  | 52° 5' 14" NB, 5° 7' 30" OL | 18412  | Meer afbeeldingen |